# Alopecosa orbisaca
Alopecosa orbisaca är en spindelart som beskrevs av Peng et al. 1997. Alopecosa orbisaca ingår i släktet Alopecosa och familjen vargspindlar. Inga underarter finns listade i Catalogue of Life.